# Сен-Жюэри (Аверон)
Сен-Жюэри́ (фр. Saint-Juéry, окс. Sant Jòri) — коммуна во Франции, находится в регионе Окситания. Департамент — Аверон. Входит в состав кантона Сен-Сернен-сюр-Ранс. Округ коммуны — Мийо.
Код INSEE коммуны — 12233.
Коммуна расположена приблизительно в 550 км к югу от Парижа, в 110 км восточнее Тулузы, в 50 км к югу от Родеза.

## Население
Население коммуны на 2008 год составляло 224 человека.
| 1962 | 1968 | 1975 | 1982 | 1990 | 1999 | 2008 |
| ---- | ---- | ---- | ---- | ---- | ---- | ---- |
| 340  | 396  | 356  | 322  | 290  | 257  | 224  |

## Администрация
| Период | Период | Фамилия         | Партия | Примечания |
| ------ | ------ | --------------- | ------ | ---------- |
|        | 1977   | Абель Бартелеми |        |            |
| 1977   | 1983   | Луи Таррис      |        |            |
| 1983   | 2008   | Гастон Рок      |        |            |
| 2008   |        | Кристиан Фон    |        |            |

## Экономика

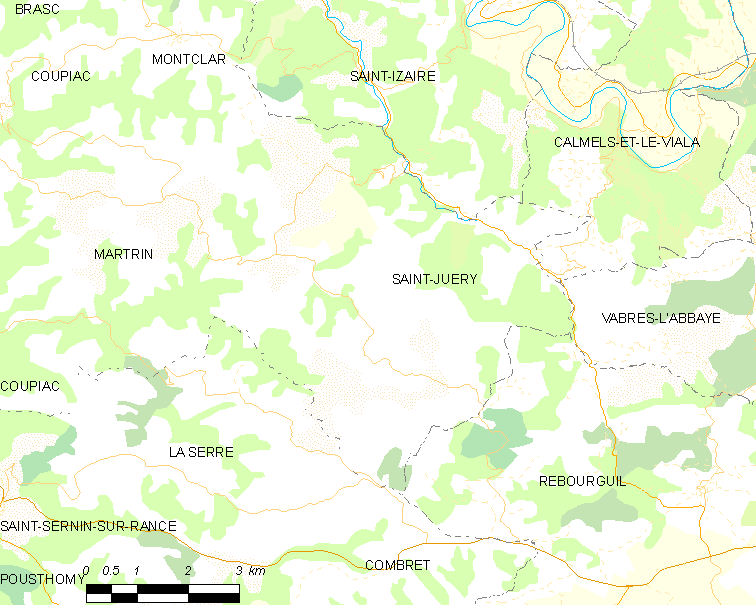
Карта коммуны

В 2007 году среди 132 человек в трудоспособном возрасте (15—64 лет) 103 были экономически активными, 29 — неактивными (показатель активности — 78,0 %, в 1999 году было 63,7 %). Из 103 активных работали 100 человек (57 мужчин и 43 женщины), безработных было 3 (1 мужчина и 2 женщины). Среди 29 неактивных 5 человек были учениками или студентами, 8 — пенсионерами, 16 были неактивными по другим причинам.